# Astonishia Story
Astonishia Story (어스토니시아 스토리) est un jeu vidéo de rôle, développé par Sonnori Corporation et édité par Ubisoft, sorti sur PlayStation Portable en 2006.
Graphiquement, ce jeu est conçu en pixel art 2d. Le système de combat est bien inspiré, un mélange d'Action-RPG et de Tactical-RPG.
Il s'agit d'un remake du jeu du même nom sorti en 1994 sur DOS.